# شرشم
شرشم نام گیاهی خودرو از دسته گیاهان ساقه‌علفی است که بیشتر در مناطق انگلستان و اروپا می‌روید. روغن این گیاه از دسته سوخت‌های زیست دیزل است.

## استفاده
در انگلستان از دانه‌های این گیاه، روغنی به دست می‌آید که از آن یک سوخت دیزل تهیه می‌شود. این سوخت گاز گوگرد دی اکسید تولید نمی‌کند مقدار دوده کمتری نیز دارد. سوخت روغن شرشم از دسته سوخت‌های بیو دیزل است. همچنین یک اتوبوس به صورت آزمایشی با زیست دیزل تولیدی از روغن گیاه شرشم راه افتاده است.

## شرشم در ایران
شرشم به طور گسترده در انگلستان می‌روید ولی در چند سال اخیر این گیاه در منطقه خاش واقع در استان سیستان و بلوچستان نیز یافت شده است.